# 拜萊茲馬山脈
35°40′0″N 5°54′0″E / 35.66667°N 5.90000°E

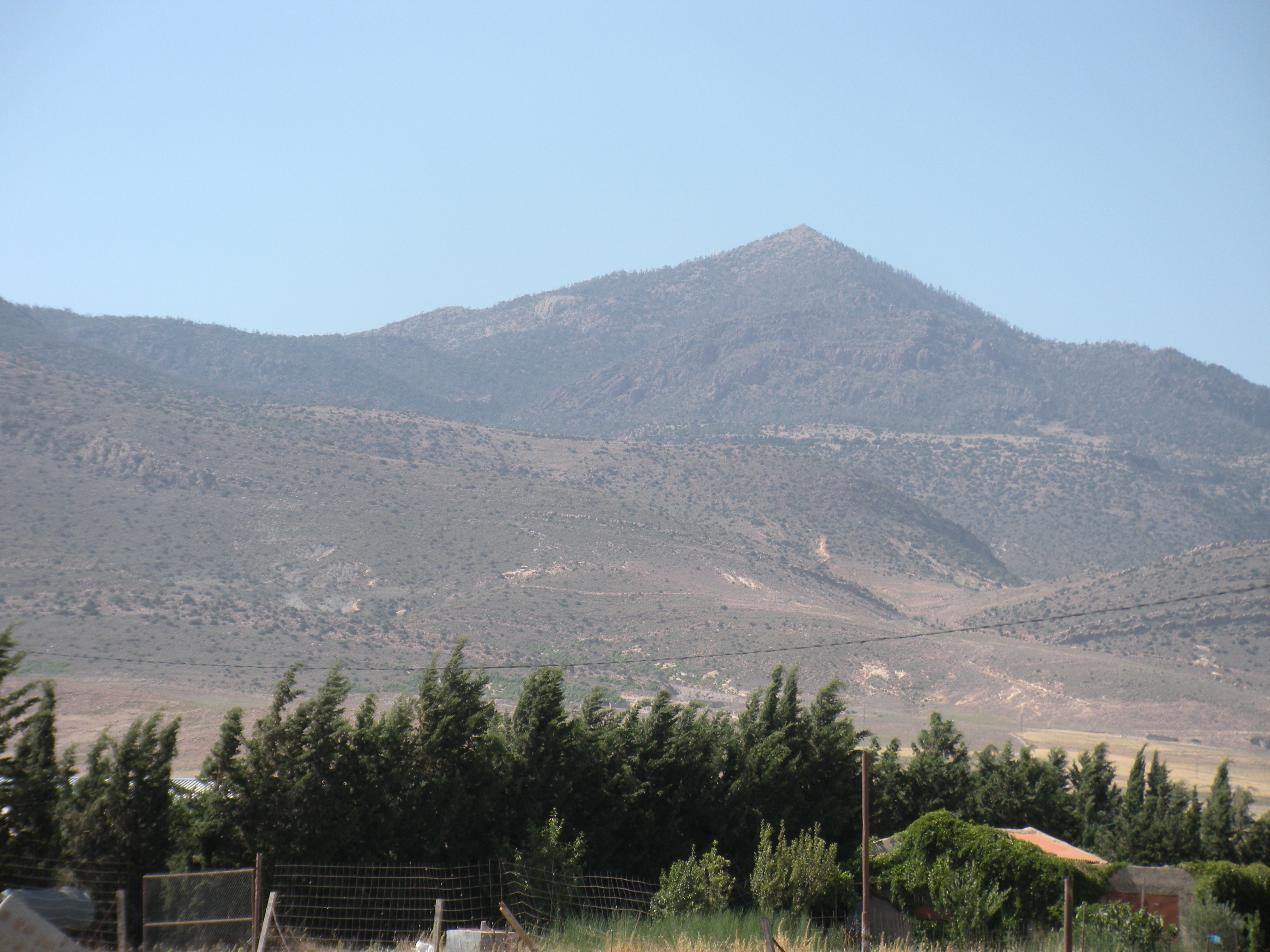

拜萊茲馬山脈（阿拉伯语：‎），是阿爾及利亞的山脈，位於該國東北部，是奧雷斯山脈的延伸，西面是霍德納山脈，長80公里、寬30公里，最高點海拔高度2,178米。